# Piazza Torlonia
Piazza Torlonia è un parco urbano situato nel centro della città di Avezzano, in Abruzzo. Delle dimensioni di circa due ettari e mezzo insieme all'adiacente villa Torlonia rappresenta una vasta area verde di circa sei ettari. Nella sua area sono situati la fontana ottocentesca dei Torlonia, il monumento ai caduti realizzato da Ermenegildo Luppi e il busto bronzeo raffigurante l'autore del definitivo prosciugamento del lago Fucino, Alessandro Torlonia.

## Storia e descrizione

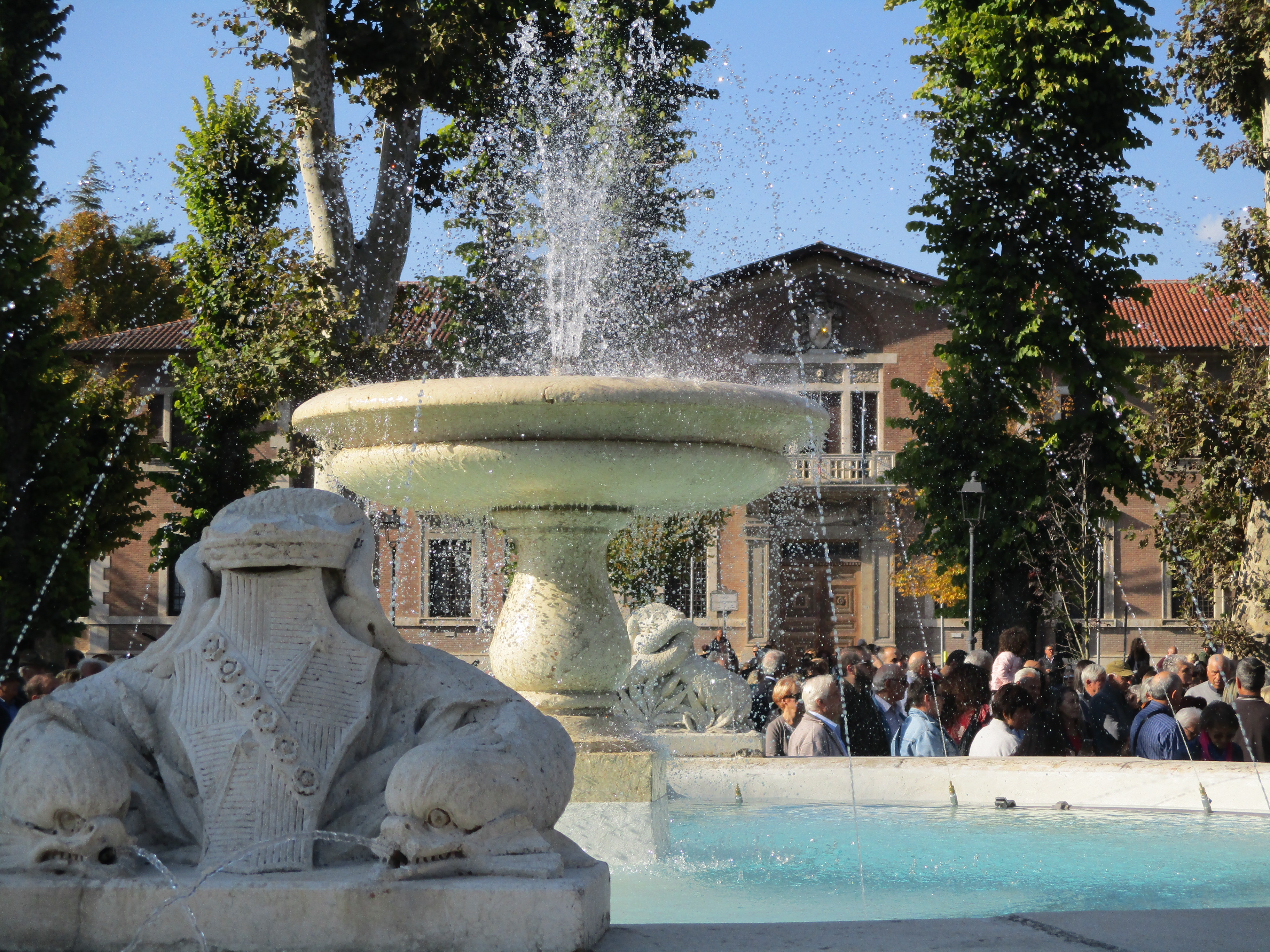
Dettaglio della fontana monumentale

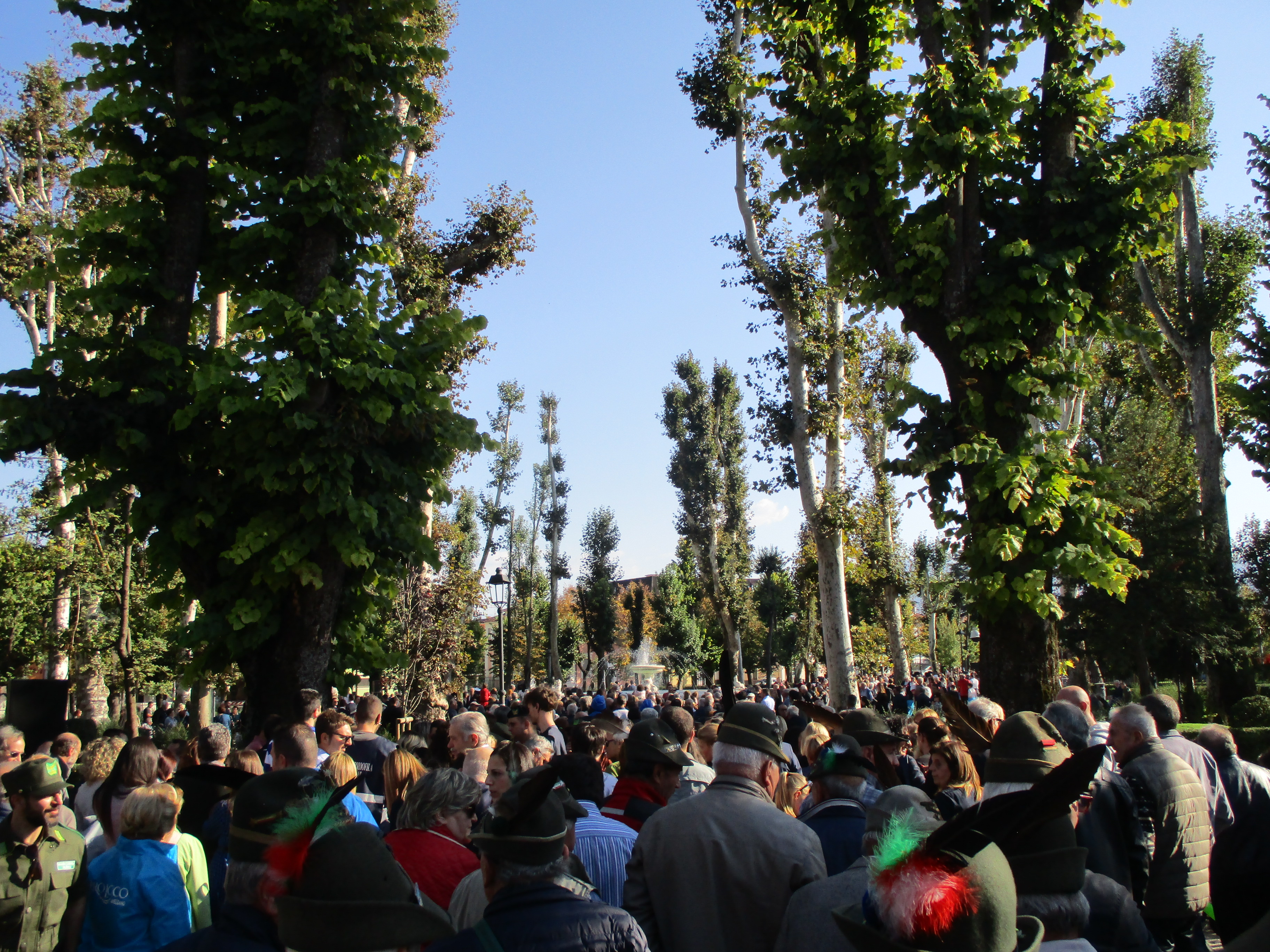
Inaugurazione della piazza riqualificata nel 2018

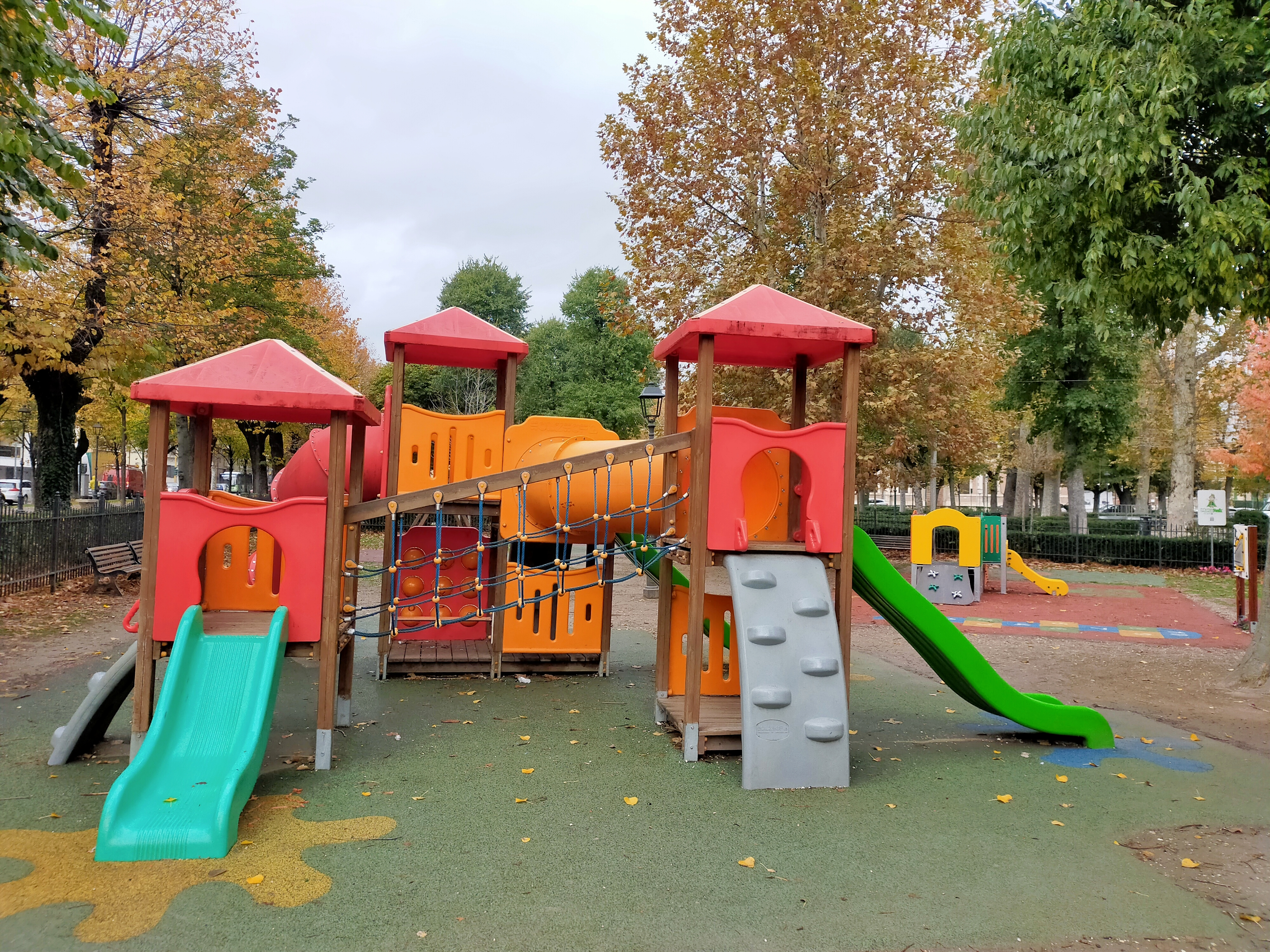
Il parco giochi inclusivo

Nel 1775 il comune di Avezzano acquistò i terreni corrispondenti alla contemporanea piazza. L'obiettivo fu quello di supportare gli agricoltori avezzanesi che avevano necessità di uno spazio ampio per le attività legate all'agricoltura, in particolare per l'essiccazione di legumi e cereali. Chiamata piazza Aia (o piazza dell'Aia pubblica) nel 1865 il consiglio comunale di Avezzano, con una delibera votata all'unanimità, la intitolò ufficialmente ad Alessandro Torlonia in occasione del conferimento della cittadinanza onoraria. A cominciare dal 1878 la piazza parzialmente ombreggiata da alcuni platani venne adeguata dall'agrimensore Giulio Del Pelo Pardi ad un giardino all'italiana. Inaugurata il 23 settembre 1899 acquisì gradualmente le forme tipiche del sobrio stile Liberty di inizio Novecento.
Al modello Del Pelo Pardi seguirono nei primi decenni del secolo alcune piccole variazioni dei botanici dell'epoca che impiantarono il bosso delimitando i vialetti in ghiaia. Il parco pubblico congiunse il nucleo antico della città alle aree di nuova espansione edilizia in un periodo successivo al prosciugamento del lago Fucino, caratterizzato da un incremento di popolazione che consentì ad Avezzano di oltrepassare la soglia dei 10.000 abitanti.
Situata su un'area pianeggiante, tra via Roma e piazza della Repubblica, si estende per circa due ettari e mezzo su una pianta triangolare ben delineata. Il progetto di fine Ottocento permise di suddividere in tre sezioni triangolari l'area verde in cui i viali principali convergono nello spazio centrale del parco.

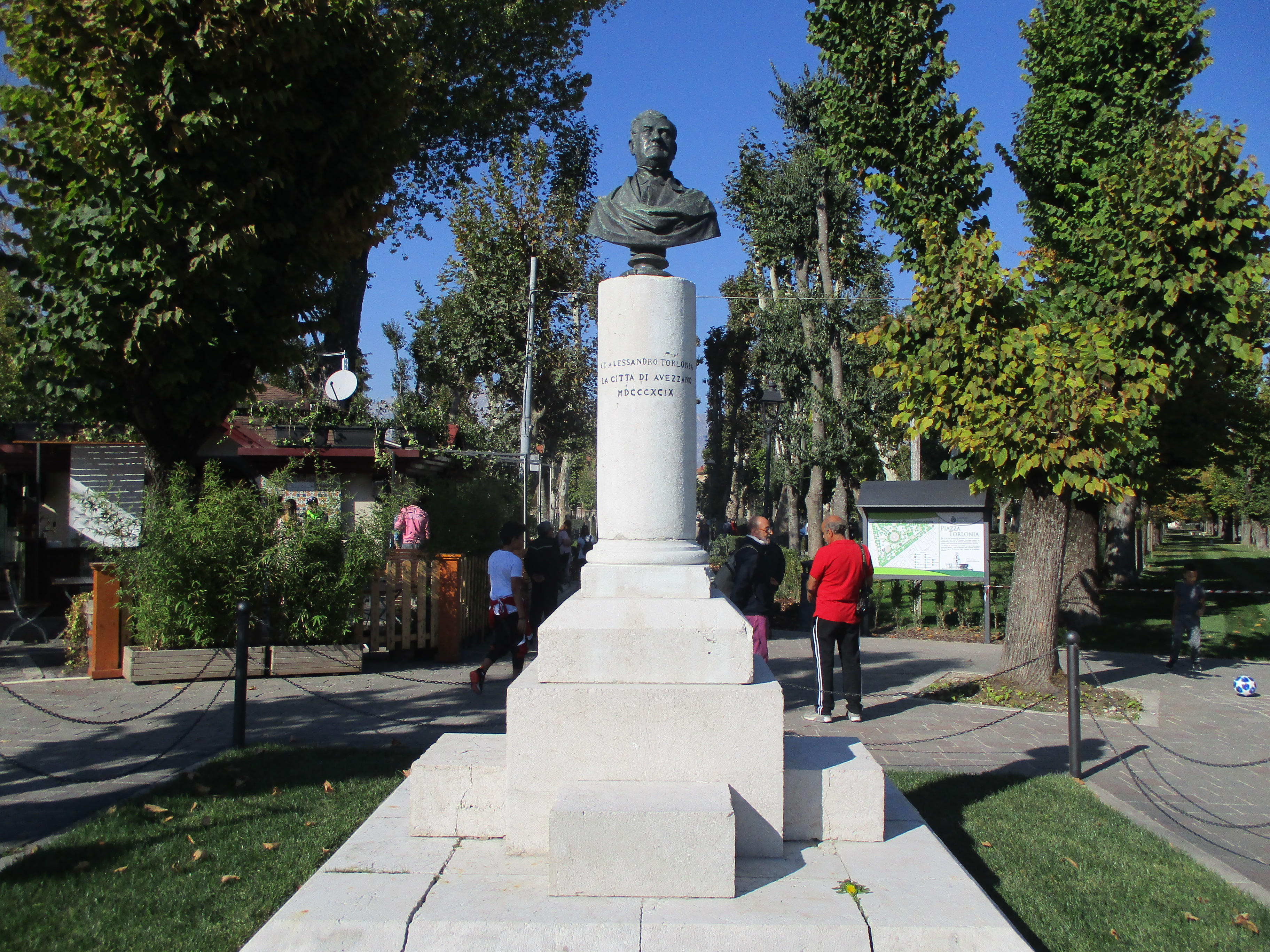
Busto bronzeo dedicato ad Alessandro Raffaele Torlonia

Nell'angolo rivolto verso il castello Orsini-Colonna è stato eretto nel 1899 un busto bronzeo raffigurante il principe Alessandro Torlonia il cui piedistallo venne rialzato dopo il terremoto della Marsica del 1915.
All'indomani del sisma che distrusse quasi completamente la città i pochi sopravvissuti furono radunati e curati in piazza Torlonia dove durante l'emergenza sisma si riunirono i gruppi sanitari e i corpi militari.
I bombardamenti della seconda guerra mondiale danneggiarono la fontana monumentale e alcune zone del giardino, compromettendo una parte delle alberature.
Nel secondo dopoguerra venne collocato in questa piazza il monumento ai caduti per la Patria realizzato dallo scultore Ermenegildo Luppi e inaugurato negli anni trenta nella collocazione originaria di piazza Risorgimento.
Nel 2016 il comune di Avezzano ha intitolato tre larghi inclusi nell'area della piazza a Gianni Corbi, Vittoriano Esposito e Romolo Liberale.
Il 13 ottobre 2018 si sono conclusi i lavori di riqualificazione della piazza e del giardino. Tra le opere effettuate figurano l'impianto di irrigazione, la rigenerazione dei prati verdi, la riqualificazione della fontana ottocentesca e dei monumenti, il rinnovamento dell'illuminazione, la realizzazione ex-novo del parco giochi inclusivo per bambini, il ricollocamento delle siepi di ligustro e bosso e della ghiaia lungo i vialetti, la potatura e la sostituzione degli alberi malati con vari generi di piante arboree e la potatura del pioppo monumentale che con una circonferenza pari a circa 4,80 metri e un'altezza di circa 22 metri è censito tra gli alberi monumentali d'interesse nazionale.
Nel 2019 l'amministrazione comunale ha intitolato il largo centrale della piazza a Mario Spallone, sindaco di Avezzano dal 1993 al 2002.

### Alberature
Nel giardino storico sono presenti vari generi e specie di alberi tra cui Abete, Acero, Celtis, Frassino, Ippocastano, Lauro, Pino, Pioppo, Platano, Quercia, Salice, Sambuco, Sophora, Tasso e Tiglio.

### Fontana monumentale

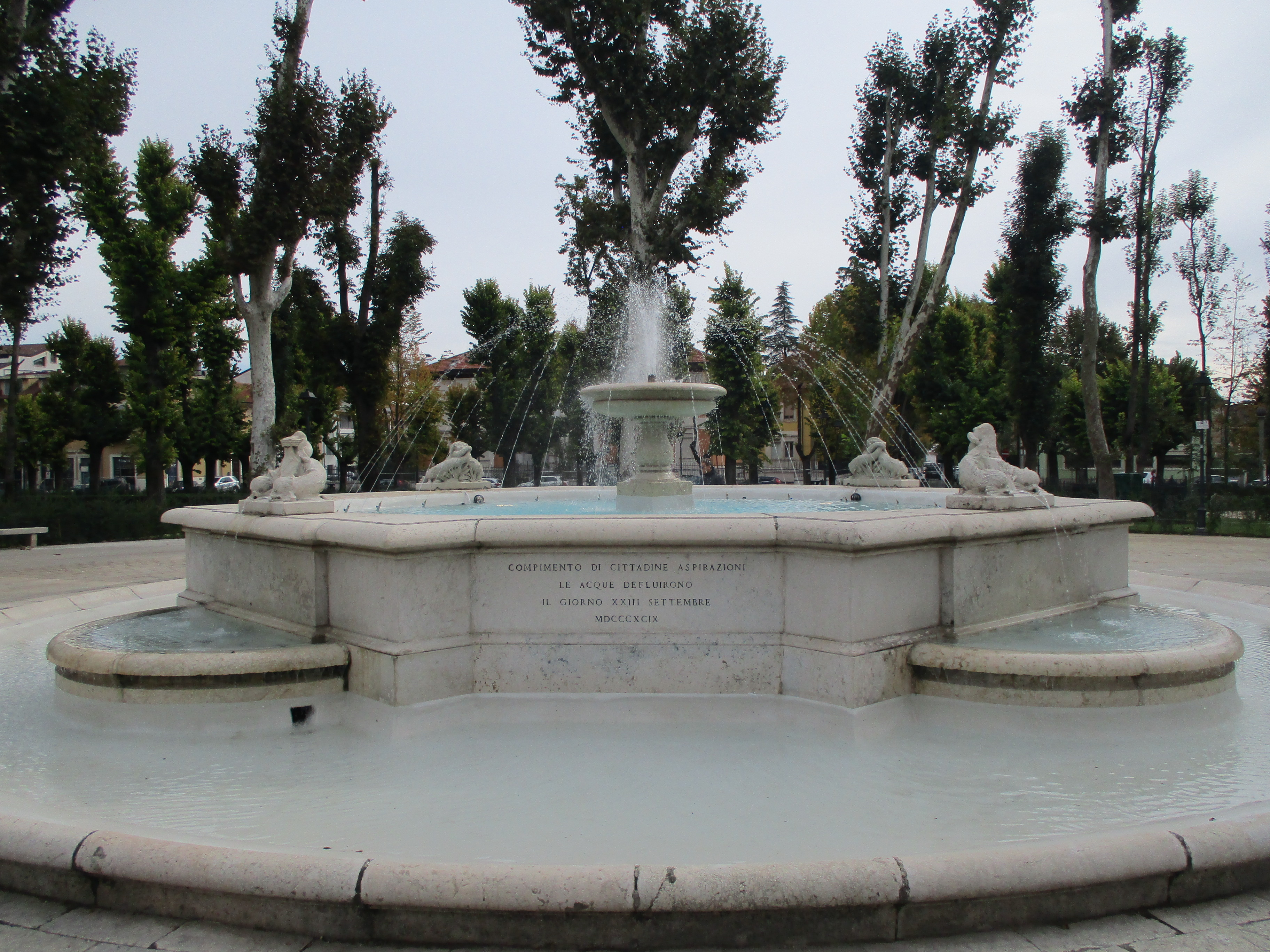
La fontana monumentale

La fontana monumentale ottocentesca fu donata alla città da Anna Maria Torlonia e Giulio Borghese il 23 settembre 1899 in occasione della realizzazione del primo acquedotto di Avezzano capace di captare le acque della sorgente Rio Sonno, la cui fonte si trova a Castellafiume nell'alta valle del Liri. La fontana, progettata da Giulio Del Pelo Pardi, venne realizzata in pietra locale dallo scalpellino di Capistrello, Enrico Santirocco.
La "fontana di mostra", così denominata essendo posta al termine di una condotta idrica, si caratterizza per le due vasche sovrapposte: la prima di forma circolare è la più ampia; al centro di essa si erge il secondo bacino di forma ottagonale alla base del quale si trovano quattro piccole vasche con una forma a semicerchio, mentre al centro spicca una coppa su stelo in cui convergono i giochi d'acqua. Le piccole vasche raccolgono invece i getti d'acqua delle coppie dei delfini affrontati, al centro dei quali si trovano gli stemmi scolpiti della famiglia Torlonia.

### Monumento ai caduti

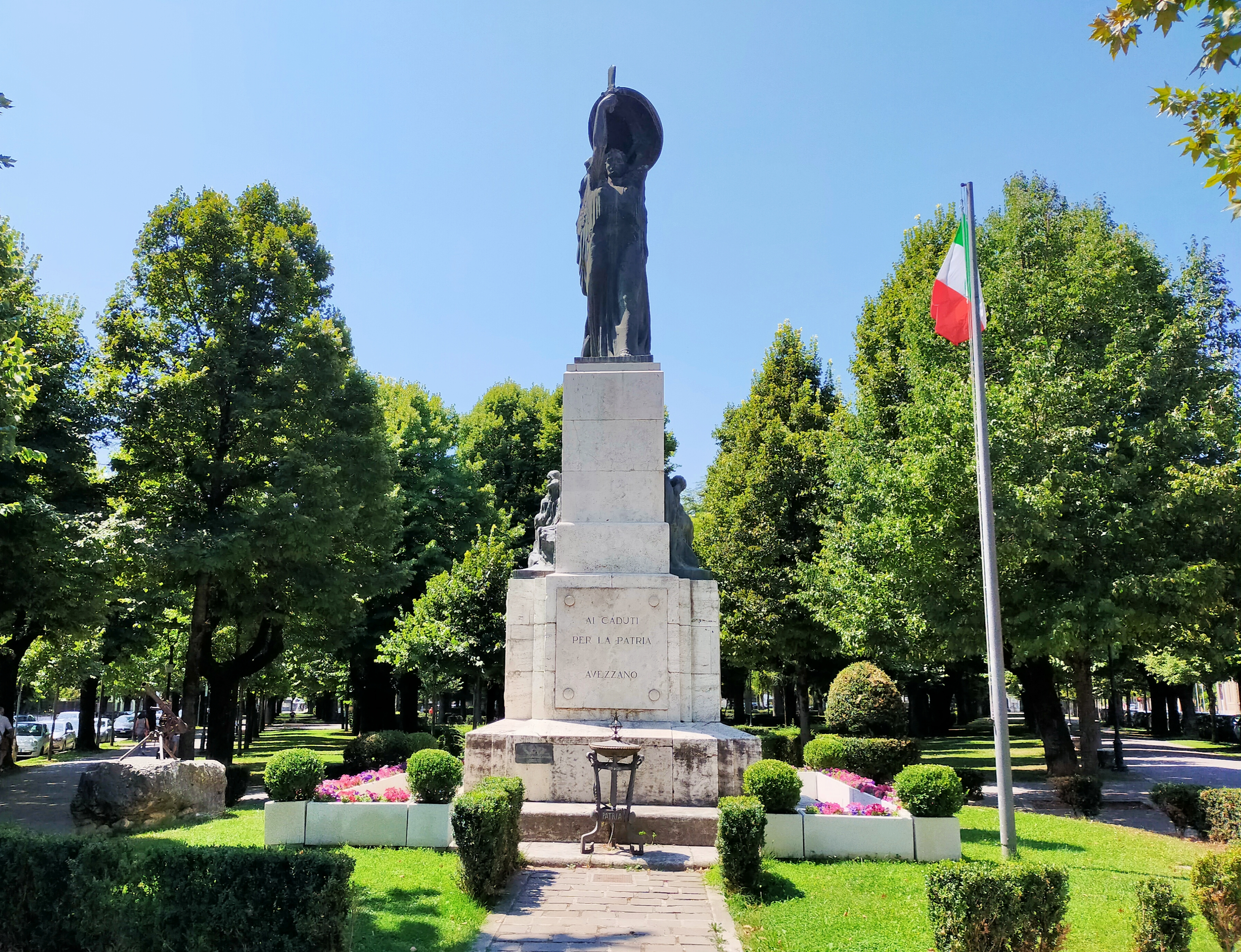
Il monumento ai caduti

Nei pressi del palazzo municipale, all'angolo della piazza, è collocato il monumento ai caduti per la Patria intitolato Gloria al fante. L'opera, deliberata il 16 febbraio 1925 su parere di un'apposita commissione dal commissario prefettizio Raffaele Flamingo, venne completata nel 1926 dallo scultore neo-ellenistico Ermenegildo Luppi. Fu ufficialmente inaugurata solo l'8 febbraio 1931 alla presenza del Ministro della guerra Pietro Gazzera e dell'onorevole Carlo Delcroix nel centro di piazza Risorgimento. Dalla piazza centrale di Avezzano il monumento, danneggiato dai bombardamenti della seconda guerra mondiale, venne restaurato e spostato, non senza difficoltà, dopo il termine del conflitto su deliberazione della giunta comunale guidata dal sindaco Antonio Iatosti.
La statua bronzea raffigura la Vittoria mentre raccoglie le ali e porge solennemente al cielo lo scudo e la spada. I due gruppi scultorei di bronzo, posti lateralmente al basamento in travertino, ritraggono il coraggio di una madre mentre offre il proprio figlio alla Patria dopo averlo salvato dalle macerie del terremoto e il valore di un fante che nonostante i rischi del combattimento soccorre il fratello. Una targa ricorda le esercitazioni estive del 1963 del 1º Reggimento "Granatieri di Sardegna".
Ai lati del basamento sono collocate due lapidi in marmo che riportano i nomi dei caduti avezzanesi della prima e della seconda guerra mondiale.
Al monumento ai caduti è stata affiancata nel 2015 una roccia sormontata da un fucile anticarro su treppiede, donato dal Ministero della difesa alla presenza del Sottosegretario Domenico Rossi. L'opera commemorativa è stata denominata Giorno della Memoria.
Il 4 novembre 2021, in occasione della Giornata dell'Unità Nazionale e delle Forze Armate e del centenario della traslazione all'Altare della Patria al Vittoriano, è stata svelata la targa in ricordo del Milite Ignoto, a cui il comune di Avezzano ha conferito la cittadinanza onoraria.